# Petr Karlík
Petr Karlík (* 11. února 1951, Uherské Hradiště) je český lingvista, bohemista, odborník na syntax.
Narodil se v Uherském Hradišti, kde absolvoval gymnázium. Je autorem díla Kapitoly z dějin české jazykovědné bohemistiky z roku 2007, jedná se o shrnutí prací, které mají zásadní význam pro vývoj oboru s názvem jazykovědná bohemistika a které jsou určeny nejen badatelům, učitelům a studentům v českých zemích i v zahraničí, ale také veřejnosti. Je znám jako autor moderní Příruční mluvnice českého jazyka, části zabývající se větnou skladbou. Známá je také jeho vysokoškolská učebnice pro studenty bohemistiky a českého jazyka Skladba češtiny, jejímž spoluautorem je Miroslav Grepl. Kniha popisuje syntaktickou rovinu jazyka za použití dvou teorií: systémové lingvistiky a komunikační lingvistiky.

## Vzdělání
- 1998 Prof. českého jazyka jmenováním
- 1995 Doc. českého jazyka na základě habilitačního spisu Studie o českém souvětí
- 1985 Doc. českého jazyka jmenováním
- 1981 CSc. v oboru český jazyk: Vývoj funkcí kondicionálu v češtině
- 1976 PhDr. v oboru český jazyk: Identifikace funkcí kondicionálu v současné češtině
- 1975 Filozofická fakulta brněnské univerzity (UJEP), obor čeština-němčina

## Univerzitní aktivity
- spoluvydavatel sborníku Čeština - univerzália a specifika

## Mimouniverzitní aktivity
- Člen redakční rady časopisu Slovo a slovesnost
- Člen redakční rady časopisu Zeitschrift fűr Slavistik (SRN)
- edice doktorských prací z oblasti slavistiky (spolu s F. Esvanem - Neapol a M. U. Fidler, Brown, Providece)
- Člen oborových rad postgraduálního studia oboru český jazyk na MFF UK Praha, UP Olomouc, UJEP Ústí n. Labem

## Ocenění
- Člen kolektivu oceněného Cenou rektora MU za r. 1996 za Příruční mluvnici češtiny
- člen Humboldtovy nadace (SRN)

## Výběr z díla
- Encyklopedický slovník češtiny, ISBN 80-7106-484-X
- Jazyk a kultura vyjadřování, ISBN 80-210-1801-1
- Korpus jako zdroj dat o češtině, ISBN 80-210-3595-1
- Studie o českém souvětí, ISBN 80-210-1084-3
- KARLÍK, Petr. Příruční mluvnice češtiny. In Příruční mluvnice češtiny. Vyd. 1. Praha : Nakladatelství Lidové noviny, 1995. (části o syntaxi)[1]
- GREPL, Miroslav - KARLÍK, Petr. Skladba češtiny. Vyd. 1. Olomouc : Votobia, 1998.
- KARLÍK, Petr. Mluvnictví od konce druhé světové války 1945 do prvních let 21. století. In Kapitoly z dějin české jazykovědné bohemistiky. Praha : Academia, 2007. Academia, ISBN 978-80-200-1523-5, pp. 62-113.